# الأخويلا (كانتون)
الأخويلا (بالإسبانية: Alajuela)‏ و هو الكانتون الأول لمحافظة الأخويلا في كوستاريكا. و يغطي الكانتون مساحة 388.43 كم مربع.
و يقدر عدد سكانه بحوالي 237,966 نسمة حسب إحصائيات 2003.
المدينة الرئيسة للكانتون هي مدينة الأخويلا.
يمتد الكانتمون من الشمال من مدينة الأخويلا و على طول حدود محافظة إيريذيا و إلى الشرق. و يحوي جزءا من سلسلة الجبال المركزية كورديجا سينترال بين بركان بواس و بركان بارفا. و على الطرف الكاريبي من الجبال، يأخذ الكانتون جزءا من منطقة سَرابيكي. يشكل نهر بواس الجزء الأكبر من حدود الكانتون الغربية.
في الجنوب الغربي لمدينة الأخويلا ينتهي الكانتون بتجمع النهر الكبير ريو غرانديه و نهر فيريجا.
تم تأسيس الكانتون بقانون تشريعي في 7 كانون الأول 1848. و هو مركز أساسي لإنتاج القهوة، والفراولة، ونباتات الزينة في كوستاريكا.

## المقاطعات
يتألف الكانتون من أربعة عشر مقاطعة وهي :
1. الأخويلا
2. سان خوسيه
3. كارّيسال
4. سان أنطونيو
5. غواسيما
6. سان إيسيدرو
7. سافانيجا
8. سان رافاييل
9. ريو سيغوندو
10. ديسامبارادوس
11. تورّوكاريس
12. تَمبور
13. غاريتا
14. سَرابيكي